# Étables
Étables település Franciaországban, Ardèche megyében. Lakosainak száma 979 fő (2022. január 1.). Étables Cheminas, Colombier-le-Vieux, Lemps, Saint-Barthélemy-le-Plain és Saint-Victor községekkel határos.

## Népesség
A település népességének változása:
| Lakosok száma | 468  | 468  | 483  | 702  | 845  | 881  | 906  | 931  | 936  | 979  |
|               | 1968 | 1982 | 1990 | 2006 | 2013 | 2015 | 2017 | 2019 | 2020 | 2022 |